# 韃靼卡河
韃靼卡河是俄羅斯的河流，屬於安加拉河的右支流，由克拉斯諾亞爾斯克邊疆區負責管轄，河道全長157公里，流域面積1,900平方公里，河水主要來自雨水和融雪，每年十月至翌年五月結冰。